# Ted King (wielrenner)
Edward Carrington 'Ted' King (Brentwood, 31 januari 1983) is een Amerikaans voormalig wielrenner. Hij begon zijn carrière in 2006 bij Bissell Pro Cycling Team. Hij verruilde in 2015 het Cannondale Pro Cycling Team voor Team Cannondale-Garmin. Tijdens de Ronde van Frankrijk van 2013 kwam hij in het nieuws omdat hij al vroeg in de Ronde buiten tijd binnenkwam en uit koers werd gezet. 
In 2016 en 2018 won hij de Dirty Kanza gravelwedstrijd.

## Resultaten in voornaamste wedstrijden
| Jaar | Ronde van Italië | Ronde van Frankrijk | Ronde van Spanje |
| ---- | ---------------- | ------------------- | ---------------- |
| 2009 | 111e             |                     |                  |
| 2010 | 114e             |                     |                  |
| 2011 |                  |                     |                  |
| 2012 |                  |                     |                  |
| 2013 |                  | buiten tijd         |                  |
| 2014 |                  | opgave              |                  |
| 2015 |                  |                     |                  |

| Jaar | Gent-Wevelgem | Ronde van Vlaanderen | Parijs-Roubaix | Amstel Gold Race | Luik-Bast.‑Luik | E3 Harelbeke |  | WK op de weg |
| ---- | ------------- | -------------------- | -------------- | ---------------- | --------------- | ------------ |  | ------------ |
| 2009 |               |                      |                | 61e              | opgave          |              |  |              |
| 2010 |               |                      |                |                  | 67e             |              |  | 73e          |
| 2011 | 157e          | opgave               | opgave         |                  |                 |              |  |              |
| 2012 | 80e           | 77e                  | opgave         |                  |                 | 87e          |  |              |
| 2013 | opgave        | 86e                  | 111e           |                  |                 | opgave       |  |              |
| 2014 | 120e          | opgave               | opgave         |                  |                 | opgave       |  |              |
| 2015 | opgave        |                      |                |                  |                 | 118e         |  |              |

## Ploegen
- 2006-Priority Health Cycling Team
- 2007-Priority Health Cycling Team presented by Bissell
- 2008-Bissell Pro Cycling Team
- 2009-Cervélo TestTeam
- 2010-Cervélo TestTeam
- 2011-Liquigas-Cannondale
- 2012-Liquigas-Cannondale
- 2013-Cannondale Pro Cycling Team
- 2014-Cannondale Pro Cycling Team
- 2015-Team Cannondale-Garmin

Cuesta · Deignan · Fleeman · Florencio · Gerrans · Gómez Marchante · Hammond · Haussler · Hoestov · Hunt · Hushovd · King · Klier · Konovalovas · Lancaster · Lloyd · Novoa · Pauwels · Pujol · Rasch · Reimer · Rollin · Roulston · Sastre · Wyss · Appollonio (stagiair)
Appollonio · Bos · Cuesta · Correia · Deignan · Denifl · Florencio · Hammond · Haussler · Hoestov · Hunt · Hushovd  · King · Klier · Konovalovas · Lancaster · Lloyd · Novoa · Pujol · Rasch · Reimer · Rollin · Sastre · Tondó · Wyss · Teklehaimanot (stagiair) · Wetterhall (stagiair)
Agnoli ·
Basso · 
Bellotti ·
Bodnar ·
Capecchi ·
Caruso ·
Cimolai · 
Da Dalto ·
Dall'Antonia ·
Duggan ·
Finetto ·
Guarnieri ·
King ·
Koren ·
Longo Borghini ·  
Marangoni · 
Nerz ·
Nibali ·  
Oss ·
Paterski ·
Ponzi ·
Sabatini ·
J. Sagan ·
P. Sagan ·
Salerno ·
Szmyd ·
Vanotti ·
Viviani ·
Wurf ·
Agostini (stagiair) ·
Moser (stagiair)
Agnoli ·
Agostini ·
Basso · 
Bodnar ·
Canuti ·
Capecchi ·
Caruso ·
Da Dalto ·
Dall'Antonia ·
Duggan ·
King ·
Koren ·
Longo Borghini ·  
Marangoni ·
Moser · 
Nerz ·
Nibali ·  
Oss ·
Paterski ·
Ratto ·
Sabatini ·
J. Sagan ·
P. Sagan ·
Salerno ·
Sarmiento ·
Szmyd ·
Vanotti ·
Viviani ·
Aldegheri (stagiair) ·
Benfatto (stagiair) ·
Krizek (stagiair) 
Agostini · Basso · Bodnar · Boivin · Canuti · Caruso ·  Da Dalto · Dall'Antonia · De Marchi · Haedo · King · Koch · Koren · Krizek · Longo Borghini · Marangoni · Masuda · Moser · Paterski · Ratto · Sabatini · J. Sagan · P. Sagan · Salerno · Sarmiento · Vandborg · Viviani · Wurf · Martinello (stagiair) · Villella (stagiair)
Basso · Bennett · Bettiol · Bodnar · Boivin · Caruso · De Marchi · Formolo · Gatto · King · Koch · Koren · Krizek · Longo Borghini · Marangoni · Marcato · Marino · Mohorič · Moser · Ratto · Sabatini · J. Sagan · P. Sagan · Salerno · Sarmiento · Villella · Viviani · Wurf
Acevedo · van Baarle · Bauer · Bettiol · Brown · Cardoso · Danielson · Dombrowski · Formolo · Haas · Hesjedal · Howes · T.King · B.King · Koren · Langeveld · Marangoni · Martin · Mohorič · Moser · Navardauskas · Norman Hansen · Skjerping · Slagter · Talansky · Villella · Zepuntke · Bovenhuis (stagiair) · Mullen (stagiair)